# Chiampo
Chiampo é uma comuna italiana da região do Vêneto, província de Vicenza, com cerca de 12.137 habitantes. Estende-se por uma área de 22 km², tendo uma densidade populacional de 552 hab/km². Faz fronteira com Arzignano, Nogarole Vicentino, Roncà (VR), San Giovanni Ilarione (VR), San Pietro Mussolino, Vestenanova (VR).

## Demografia
| Variação demográfica do município entre 1861 e 2011                               |
|                                                                                   |
| Fonte: Istituto Nazionale di Statistica (ISTAT) - Elaboração gráfica da Wikipedia |